# Лумпун (река)
Лумпу́н — река в республике Удмуртия и Кировской области, правый приток реки Кильмезь (бассейн Волги). Длина реки — 158 км, площадь бассейна — 1550 км².
Берёт начало на востоке Кировской области близ деревни Урай Унинского района. Средний уклон 1,3-1,4 м/км. Расход воды резко отличается по годам и сезонам. Средний расход 7,06 м³/с, средний годовой модуль стока — 5,83 л/с км². Генеральное направление течения — юг. Населённых пунктов на реке немного, крупнейший из них районный центр посёлок Уни. Протекает в основном в лесной зоне. Верховья реки отличаются большой извилистостью, в нижнем течении река образует множество меандров, стариц и затонов. В Лумпун впадает множество притоков — ручьёв и ключей. Река впадает в Кильмезь на 89 км от устья по правому берегу у деревни Балма (Сюмсинский район Республики Удмуртия) чуть выше села Кильмезь.

## Притоки
(км от устья)

Бассейн Вятки

- 4,8 км: река Чернушка (в водном реестре без названия, лв)
- река Ойк
- река Нерцынка (лв)
- река Мусыр (пр)
- 29 км: река Лемка (лв)
- река Пандырь (пр)
- 36 км: река Гуринка (лв)
- река Икчушка (лв)
- 57 км: река Сянка (в водном реестре без названия, пр)
- река Сюрсюк (лв)
- река Бузурма (лв)
- река Кинца (пр)
- 74 км: река Курма (приток Лумпуна) (пр)
- 85 км: река Ирзек (лв)
- 87 км: река без названия (пр)
- 95 км: река Наймушинка (пр)
- река Лянгус (лв)
- 104 км: река Андык (пр)
- река Едрез (пр)
- 120 км: река Сардык (лв)
- 124 км: река Яранка (лв)
- 125 км: река Ярань (в водном реестре без названия, пр)
- 129 км: река Пушкец (пр)
- река Турлыд (пр)
- река Ложбея (пр)

## Данные водного реестра
По данным государственного водного реестра России относится к Камскому бассейновому округу, водохозяйственный участок реки — Вятка от водомерного поста посёлка городского типа Аркуль до города Вятские Поляны, речной подбассейн реки — Вятка. Речной бассейн реки — Кама.
Код объекта в государственном водном реестре — 10010300512111100038934.